# Nikolaj Dmitrievič Zelinskij
Nikolaj Dmitrievič Zelinskij (in russo Никола́й Дми́триевич Зели́нский?; Tiraspol, 6 febbraio 1861 – Mosca, 31 luglio 1953) è stato un chimico russo, noto per la reazione di alogenazione di Hell-Volhard-Zelinsky e per le sue ricerche sulla catalisi eterogenea organica e sulla chimica dei prodotti petroliferi.

## Biografia
Zelinskij studiò all'Università di Tiraspol, all'Università di Odessa, e in Germania all'Università di Lipsia e all'Università di Gottinga con Viktor Meyer. Conseguì il dottorato all'Università di Odessa nel 1891. Nel 1893 fu nominato professore all'Università statale di Mosca, dove rimase fino alla morte (1953), tranne un'interruzione negli anni dal 1911 al 1917. Nel 1915 inventò la prima maschera antigas realmente efficace, basata su carbone attivo. Nel 1929 diventò membro della Accademia delle Scienze dell'USSR.
Zelinskij fu uno dei fondatori della catalisi eterogenea organica e della chimica dei prodotti petroliferi. È anche noto per la procedura di bromurazione ora nota come alogenazione di Hell-Volhard-Zelinsky. Ricevette numerosi riconoscimenti, tra i quali quattro volte l'Ordine di Lenin e tre volte il Premio Stalin.
Un cratere lunare è denominato Zelinsky in suo onore. Nel 2001 la Banca Centrale di Transnistria coniò una moneta d'argento per onorare la sua nascita in questa regione. Porta il suo nome anche l'Istituto di Chimica Organica Zelinsky dell'Accademia Russa delle Scienze.

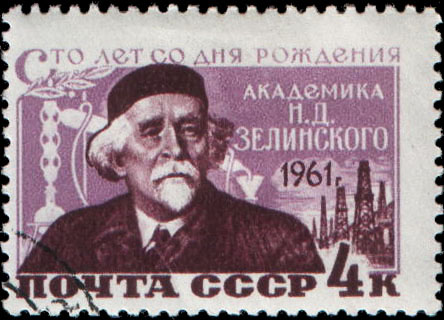
Nikolay Zelinsky commemorato in un francobollo russo